# Sooru
Sooru – wieś w Estonii, prowincji Valga, w gminie Tõlliste.